# Nicola Geuer
Nicola Geuer (* 2. März 1988 in Duisburg) ist eine deutsche Tennisspielerin.

## Karriere
Mit dem Tennisspielen begann Geuer bei ihrem Heimatverein TC Eintracht Duisburg. Bereits im Jahr 2005 spielte sie für den TC Blau-Weiss Bocholt in der 2. Tennis-Bundesliga. 2008 entschied sie sich für eine Profikarriere und nur ein Jahr später wurde sie Deutsche Vizemeisterin, als sie erst im Finale Andrea Petković unterlag. Seit 2011 spielt sie für den Ratinger TC Grün-Weiss, mit dem sie 2011 in die 1. Bundesliga aufstieg.
Geuer gewann bisher vier Einzel- und zehn Doppelturniere auf dem ITF Women’s Circuit.

## Turniersiege

### Einzel
| Nr. | Datum            | Turnier                          | Kategorie   | Belag             | Finalgegnerin          | Ergebnis       |
| --- | ---------------- | -------------------------------- | ----------- | ----------------- | ---------------------- | -------------- |
| 1.  | 2. November 2008 | Stockholm                        | ITF $10.000 | Hartplatz (Halle) | Anna Brazhnikova       | 7:65, 1:6, 7:5 |
| 2.  | 8. Februar 2009  | Vale do Lobo                     | ITF $10.000 | Hartplatz         | Apollonia Melzani      | 4:6, 6:2, 6:3  |
| 3.  | 23. Mai 2009     | Telde/Las Palmas de Gran Canaria | ITF $10.000 | Sand              | Paula Fondevila Castro | 5:7, 6:4, 6:3  |
| 4.  | 18. April 2010   | Tessenderlo                      | ITF $25.000 | Sand (Halle)      | Romina Oprandi         | 4:6, 6:2, 6:3  |

### Doppel
| Nr. | Datum           | Turnier             | Kategorie   | Belag             | Partnerin          | Finalgegnerinnen                   | Ergebnis          |
| --- | --------------- | ------------------- | ----------- | ----------------- | ------------------ | ---------------------------------- | ----------------- |
| 1.  | 30. Januar 2010 | Kaarst              | ITF $10.000 | Teppich (Halle)   | Lena-Marie Hofmann | Kim Grajdek Syna Kayser            | 6:4, 6:4          |
| 2.  | 21. April 2012  | Antalya             | ITF $10.000 | Hartplatz         | Janina Toljan      | Lauren Jones Nicole Melichar       | 6:2, 6:2          |
| 3.  | 14. Juli 2012   | Zwevegem            | ITF $25.000 | Sand              | Mihaela Buzărnescu | Kim Kilsdonk Nicolette Van Uitert  | 7:65, 1:6, [10:4] |
| 4.  | 16. März 2013   | Bath                | ITF $15.000 | Hartplatz (Halle) | Lisa Whybourn      | Viktorija Golubic Julia Kimmelmann | 6:3, 6:4          |
| 5.  | 19. Juli 2014   | Darmstadt           | ITF $25.000 | Sand              | Viktorija Golubic  | Carolin Daniels Laura Schaeder     | 5:7, 6:2, [10:3]  |
| 6.  | 11. Juni 2015   | Essen               | ITF $25.000 | Sand              | Viktorija Golubic  | Carolin Daniels Antonia Lottner    | 6:3, 6:3          |
| 7.  | 17. Juli 2016   | Aschaffenburg       | ITF $25.000 | Sand              | Anna Zaja          | Dalila Jakupović Lu Jiajing        | 6:4, 6:4          |
| 8.  | 14. August 2016 | Hechingen           | ITF $25.000 | Sand              | Anna Zaja          | Vivian Heisen Pia König            | 6:3, 6:1          |
| 9.  | 21. August 2016 | Leipzig             | ITF $25.000 | Sand              | Anna Klasen        | Michaela Hončová Olha Jantschuk    | 7:64, 7:5         |
| 10. | 27. Januar 2017 | Andrézieux-Bouthéon | ITF $60.000 | Hartplatz (Halle) | Anna Zaja          | Ana Bogdan Ioana Loredana Roșca    | 6:3, 2:2 Aufgabe  |

## Abschneiden bei Grand-Slam-Turnieren

### Doppel
| Turnier         | 2018 | Karriere |
| --------------- | ---- | -------- |
| Australian Open | —    | —        |
| French Open     | —    | —        |
| Wimbledon       | 1    | 1        |
| US Open         |      |          |

## Weltranglistenpositionen am Saisonende
| Jahr   | 2005 | 2006 | 2007 | 2008 | 2009 | 2010 | 2011 | 2012 | 2013 | 2014 | 2015 | 2016 | 2017 | 2018 |
| ------ | ---- | ---- | ---- | ---- | ---- | ---- | ---- | ---- | ---- | ---- | ---- | ---- | ---- | ---- |
| Einzel | 1127 | 1227 | -    | 741  | 327  | 353  | 413  | 366  | 765  | 900  | -    | -    | -    | -    |
| Doppel | -    | -    | -    | -    | 1029 | 913  | 702  | 490  | 695  | 442  | 308  | 117  | 110  | 122  |